# شاطر عباس
شاطر عباس فیلمی به کارگردانی منوچهر صادق‌پور و نویسندگی منوچهر کی‌مرام محصول سال ۱۳۵۰ است.

## داستان
«شاطر عباس» در محله سرشناس است…

## بازیگران
- فریده نصیری
- منوچهر صادق‌پور
- عبدالله عبدالوهابی
- شهلا ریاحی
- دیانا
- منصور متین
- اسکندری
- لیلا فروهر
- شهرزاد
- محسن آراسته
- جهانگیر فروهر
- اسدالله یکتا